# IEEE 802.1ad
O IEEE 802.1ad  era um padrão de rede Ethernet que acrescenta a possibilidade de empilhar cabeçalhos (Header ou Tag) a redes locais virtuais (VLANs) que não existia na norma IEEE 802.1Q-1998. O 802.1ad foi incorporado no padrão 802.1Q na revisão feita em 2011, até aí a especificação 802.1Q permitia o uso de um único cabeçalho de rede local virtual (VLAN Header) por trama (frame) Ethernet. 

Inserção do rótulo 802.1ad DoubleTag num frame Ethernet-II

A norma IEEE 802.1ad é também conhecida como ponte de provedor porque o cabeçalho adicional permite a um fornecedor de serviços transportar VLANs de clientes em túneis ethernet estanques.
O IEEE 802.1ad foi publicado em 2006 tendo por base a implementação da Cisco de pilhas de redes 802.1Q conhecida como "Q-in-Q". A implementação da Cisco já permitia usar 2 cabeçalhos do tipo 802.1Q na mesma trama ethernet usando o identificador Ethertype 0x8100 em ambos enquanto a norma 802.1ad define o identificador 0x88A8 para o novo cabeçalho (também conhecido como cabeçalho exterior ou S-Tag) sem alterar o identificador 0x8100 da 802.1Q do cabeçalho interior (C-Tag). Sempre que se adiciona (push) ou remove (pop) um cabeçalho (VLAN Tag) o CRC/FCS da trama é recalculado.